# Genessee Puntigam
Genessee Puntigam (* 28. August 1992 in Huntington Beach als Genessee Daughetee) ist eine ehemalige US-amerikanische Fußballspielerin. Sie spielte zuletzt für den 1. FC Köln in der Bundesliga.

## Karriere
Puntigam begann während ihres Aufenthaltes an der Marina High School in ihrem Geburtsort im Sport-Team der Schule mit dem Fußballspielen. Während ihres Studiums an der University of California, Berkeley von 2010 bis 2013 kam sie für deren Team, die California Golden Bears, in 82 Saisonspielen zum Einsatz und erzielte in ihrem letzten Jahr ein Tor.
In Europa kam sie in Frankreich für den HSC Montpellier von 2014 bis 2017 in 35 Punktspielen in der Division 1 Féminine, der höchsten Spielklasse im französischen Frauenfußball, zum Einsatz. Mit der Mannschaft verlor sie 2015 und 2016 das Finale um den Vereinspokal jeweils gegen Olympique Lyon.
Danach wechselte sie in der ab April 2017 laufenden Spielzeit zum schwedischen Erstligisten Vittsjö GIK und kam in elf Punktspielen zum Einsatz; das einzige Tor erzielte sie bereits bei ihrem Debüt, beim 3:1-Sieg im Heimspiel gegen den Kvarnsvedens IK mit dem Treffer zum 3:0 in der 82. Minute. In der folgenden Spielzeit 2018 bestritt sie neben zehn Punktspielen auch zwei Spiele im Svenska Cupen, dem nationalen Vereinspokal.
Im Kalenderjahr 2019 war sie – in die Vereinigten Staaten zurückgekehrt – Spielerin von LA Galaxy. Die COVID-19-Pandemie in den Vereinigten Staaten brachte den Spielbetrieb im Jahr 2020 zum Erliegen. Daraufhin begab sich Daughetee erneut nach Frankreich zum Erstligisten FCO Dijon und absolvierte zunächst zwei Ligaspiele, in der Saison 2020/21 weitere 16 Punktspiele. Anschließend legte sie eine einjährige Pause vom Fußballsport ein.
Zur Saison 2022/23 wurde sie vom Bundesligisten 1. FC Köln verpflichtet und mit einem bis zum 30. Juni 2024 datierten Vertrag ausgestattet. Nachdem sie am 1. Spieltag am 18. September 2022 noch nicht zum Einsatz gekommen war, bestritt sie anschließend die restlichen 21 Saisonspiele. Nach Auflösung ihres noch gültigen Vertrags im Einvernehmen mit dem 1. FC Köln, verließ sie den Verein, um in den Vereinigten Staaten Fuß zu fassen.

## Privatleben
Im Juni 2022 schloss sie die Ehe mit der österreichischen und ebenfalls beim 1. FC Köln spielenden Fußballerin Sarah Puntigam.